# De familie Ashton
De familie Ashton was een Britse televisieserie die in Groot-Brittannië van 1970 tot 1972 werd uitgezonden. In Nederland werd de serie uitgezonden door de KRO. De eerste aflevering was op 26 juni 1972 op Nederland 1.
De oorspronkelijke titel van de serie was A Family at War. De serie handelde over de lotgevallen van een typisch Britse familie in Liverpool tijdens de Tweede Wereldoorlog. Het verhaal werd geschreven door John Finch en geregisseerd door David Giles. De serie werd geproduceerd door Granada Television. Colin Douglas en Barbara Flynn speelden de belangrijkste rollen. In totaal werden er 3 series gemaakt met in totaal 52 afleveringen. Er werd muziek gebruikt van Ralph Vaughan Williams. De herkenningsmelodie was afkomstig uit het eerste deel van zijn zesde symfonie.
In Nederland trok de serie in het begin weinig kijkers. Maar dat aantal groeide snel. Volgens de peilingen trokken de belevenissen van de familie Ashton op het laatst ruim 3 miljoen kijkers.